# کریستوفر سانچز
کریستوفر سانچز (انگلیسی: Christophe Sanchez؛ زادهٔ ۴ اکتبر ۱۹۷۲) بازیکن فوتبال اهل فرانسه است.
از باشگاه‌هایی که در آن بازی کرده‌است می‌توان به باشگاه فوتبال بولونیا، باشگاه فوتبال بوردو، باشگاه فوتبال ونتزیا، باشگاه ورزشی مون‌پلیه، و باشگاه فوتبال سن-اتین اشاره کرد.